# يوسوك كاواجوتشي
يوسوك كاواجوتشي (باليابانية: 川口雄介؛ بالكانا: かわぐち ゆうすけ) هو فنان قتال مختلط ياباني، ولد في 14 أغسطس 1980 في أكيتا في اليابان.

## وصلات خارجية
- يوسوك كاواجوتشي على موقع شيردوغ (الإنجليزية)
- يوسوك كاواجوتشي على موقع IMDb (الإنجليزية)